# Vickers Shipbuilding and Engineering
Vickers Shipbuilding and Engineering, Ltd (VSEL) — судостроительная компания, основанная в Барроу-ин-Фернесс, Камбрия, на северо-западе Англии, которая производила военные корабли, гражданские суда, подводные лодки и вооружение. В настоящее время является судостроительным подразделением  BAE Systems Submarine Solutions, а подразделение вооружений теперь является частью BAE Systems Land & Armaments.

## История
Компания была основана в 1871 году Джеймсом Рамсденом как Iron Shipbuilding Company, но её название было вскоре изменено на Barrow Shipbuilding Company.
В 1897 году, компания Vickers & Sons купила Barrow Shipbuilding Company и её дочернее предприятие Maxim Nordenfelt Guns and Ammunition Company, став Vickers, Sons and Maxim, Limited. Верфь в Барроу стала Naval Construction & Armaments Company. В 1911 году компания была переименована Vickers Ltd,, а в 1927 году стала Vickers Armstrongs Ltd после слияния с Armstrong Whitworth, чьи верфи High Walker на реке Тайн стали «военно-морской верфью».
В 1955 году название отдела судостроения изменено на Vickers Armstrongs Shipbuilders, Ltd и далее в 1968 году на Vickers Limited Shipbuilding Group.
Судостроительная группа была национализирована согласно Aircraft and Shipbuilding Industries Act в 1977 году и вошла в British Shipbuilders.
Ранее принадлежавшая Виккерсу верфь в Барроу первой из British Shipbuilders вернулась в частное владение. Она была продана в марте 1986 года консорциуму VSEL в который также вошли его дочерняя компания в Биркенхед Каммелл Лэрд. Компании обращаются на Лондонской фондовой бирже с декабря 1986 года.
В 1994 году VSEL получила предложения о поглощении от GE и «Бритиш Аэроспейс». VSEL был готов участвовать в слиянии с крупной компанией, чтобы уменьшить свою зависимость от циклов военного кораблестроения, особенно после принятия программы «Options for Change» по реструктуризации британской промышленности после окончания холодной войны. Обе заявки были переданы в Monopolies and Mergers Commission (MMC), которая опубликовала свои выводы и рекомендации правительству в мае 1995 года. Заявка British Aerospace была одобрена, в то время как MMC заключил (2 голоса против из 6 членов комиссии), что предложение GE, вероятно, «работает против государственных интересов». Однако VSEL принял предложение GE, поскольку госсекретарь Майкл Хезелтайн не принял рекомендации ММС и позволил продолжить обсуждение.